# Sniper Elite
Sniper Elite – skradankowa gra akcji z 2005 zrealizowana przez Rebellion Developments. Akcja rozgrywa się wiosną 1945 roku w ostatnich dniach II wojny światowej, w czasie bitwy o Berlin, i zarazem na początku zimnej wojny.

## Opis
Jest to gra akcji typu stealth zrealizowana przez zespół developerski Rebellion Developments, znany ze stworzenia m.in. takich gier jak: Rainbow Six: Lone Wolf i Delta Force: Urban Warfare na konsolę PlayStation oraz Aliens Vs. Predator na PC. Akcja ukazana została w pełni trójwymiarowej grafice generowanej przez zaawansowany engine graficzny Asura engine (widok zarówno pierwszo- jak i trzecioosobowy), a rozgrywa się wiosną 1945 roku w ostatnich dniach II wojny światowej (w czasie rosyjsko-niemieckiej bitwy o Berlin, stolicę III Rzeszy) i zarazem na początku zimnej wojny.
Sniper Elite pozwala na rozgrywkę w trzech trybach: kampania dla pojedynczego gracza, kooperacyjna rozgrywka dla dwóch graczy na podzielonym ekranie) oraz gra wieloosobowa w sieci lokalnej i w Internecie. W trybie SP gracz wciela się w postać Petera Mauera, elitarnego niemieckiego snajpera zrekrutowanego przez angielską agencję BSS. Przed nim dziesięć niebezpiecznych misji, w których przeciwstawi się funkcjonariuszom sowieckiego NKWD i pozostałościom Wehrmachtu. Jednym z głównych celów tej bitwy, pierwszej bitwy pomiędzy wschodem a zachodem, jest niedopuszczenie Rosjan do przejęcia tajnych projektów niemieckich inżynierów i uczonych.
Zmagania w całości umiejscowione zostały na terenie zdewastowanego Berlina, pełnego gruzów i ruin. W czasie wykonywania powierzanych zadań grający korzysta głównie z kilku typów karabinów snajperskich, wytłumionego pistoletu, karabinu lub pistoletu maszynowego oraz granatów, niekiedy wykorzystuje również bomby (potykacze) lub Panzerschreck. Podstawą jest skradanie się, ukrywanie się za przeszkodami oraz „ciche” eliminowanie wrogów.